# Astyanax jordani
Astyanax jordani, conosciuto comunemente come Caracide cieco delle caverne è un piccolo pesce d'acqua dolce appartenente alla famiglia Characidae.

## Distribuzione e habitat
Questo pesce è diffuso nelle acque sotterranee delle grotte del Messico.

## Descrizione
Il caracide cieco ha un corpo allungato, leggermente compresso ai fianchi, con dorso e ventre dal profilo leggermente convesso; le pinne sono allungate. 

La caratteristica fisica più evidente è la mancanza degli occhi, atrofizzati fino a scomparire, poiché questa specie abita le grotte oscure e totalmente prive di luce. La linea laterale e l'olfatto sono oltremodo sviluppati, rendendo i movimenti del pesce identici a quelli delle specie di superficie. 

La pelle e le scaglie sono trasparenti e lasciano vedere vasi sanguigni, muscoli e organi interni: da qui la colorazione bianco-rosata del caracide cieco. 

Raggiunge una lunghezza di 9 cm.

## Evoluzione
Questa specie è un'evoluzione piuttosto recente di Astyanax mexicanus, della quale era considerata sottospecie fino a pochi anni fa.

## Riproduzione
La fecondazione è esterna, le uova fecondate cadono verso il fondo, inserendosi in anfratti o rotolando sul substrato, evitando di essere predate da altri animali o dagli stessi genitori.

## Acquariofilia
Specie protetta, è facilmente reperibile in commercio ed allevato su scala industriale soprattutto in itticolture asiatiche.